# Trichoglossus johnstoniae
Trichoglossus johnstoniae é uma espécie de ave da família Psittacidae.
É endémica das Filipinas.
Os seus habitats naturais são: regiões subtropicais ou tropicais húmidas de alta altitude.
Está ameaçada por perda de habitat.